# ティオマン島
座標: 北緯2度49分 東経104度11分 / 北緯2.817度 東経104.183度

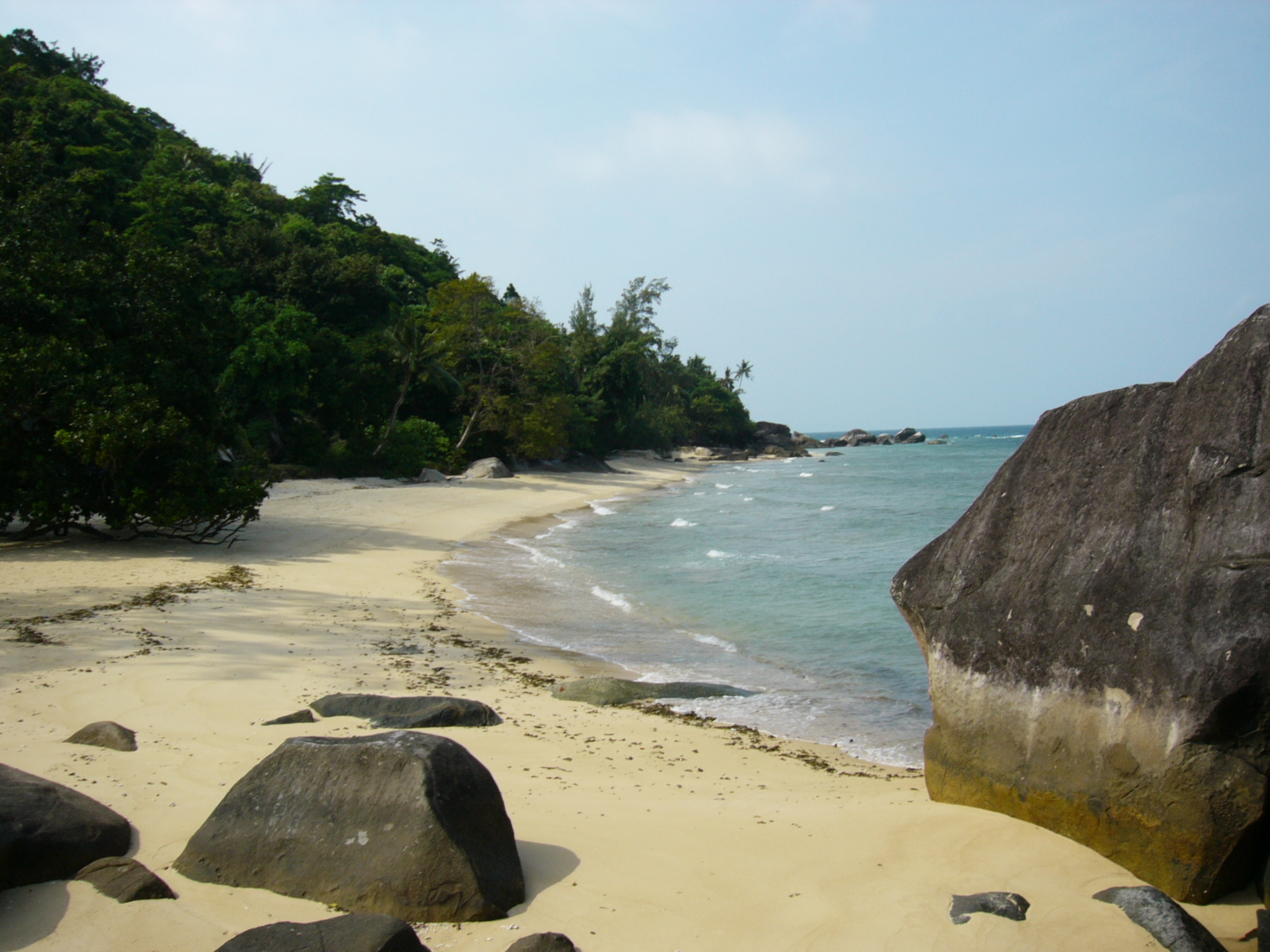
ティオマン島

ティオマン島 (マレー語：Pulau Tioman) とは、マレーシアのジョホール州ムルシンから、北東へ約56km、南シナ海に浮かぶ、パハン州に属する島である。

## 概要
島自体は南北約39km、東西約12kmと比較的大きな島だが、集落が少しあるだけで、島のほとんどが手付の大自然に覆われている。
透き通る海とサンゴ礁、ホワイトサンドのビーチが最大の魅力で、世界でも有数のダイビング・スポットとして人気が高い。
島で一番大きなリゾートはベルジャヤ・ティオマン・ビーチリゾート。
毎年10月～3月は北東モンスーンの影響で、ビーチは波が高く、オフシーズンとなる。

## 交通

### 航空
- ティオマン島空港

クアラルンプールのスバン空港とシンガポールのセレター空港からベルジャヤ航空が定期便を運航していたが2015年に定期便の運航を終了している。

### 港湾
対岸のムルシンからフェリーでも行くことができる。
フェリーで二時間半　高速船で1時間半　船着場で島への入場料が徴収され、島の保護に使用される。
切符売り場では、英語が通じ、ティオマン行きのフェリーと高速船は午後2時頃が最終。
ムルシンでは安宿がある。